# Marián Varga
Marián Varga (29. ledna 1947 Skalica – 9. srpna 2017 Bratislava) byl slovenský hudební skladatel a hráč na klávesové nástroje, především na Hammondovy varhany.
Měl zásadní podíl na formování populární hudby na Slovensku. Na konci 60. let vytvořil se skupinou Prúdy jedno z nejvýznamnějších slovenských alb, Zvoňte, zvonky. V 70. letech vedl instrumentálně nejvyspělejší rockový soubor v Československu – Collegium Musicum. Významná byla jeho spolupráce s Pavolem Hammelem, s nímž nahrál pět hudebních alb. Složil také hudbu k několika filmům a inscenacím, divadelním i televizním. Od rozpadu Collegia Musica (1979) vystupoval také především sólově.
Varga patří ke generaci vlivných rockových klávesistů s nezaměnitelným stylem hry. Na začátku 70. let byl v západní Evropě údajně prohlášen za jednoho z nejlepších hráčů na Hammondovy varhany v Evropě.

## Biografie
Od šesti let navštěvoval LŠU a současně s tím bral soukromé hodiny kompozice u profesora Jána Cikkera. Později se stal žákem Bratislavské konzervatoře, kde studoval hru na klavír u Romana Bergera a skladbu u Andreje Očenáše.
Po třech letech opustil konzervatoř v roce 1967 stal se členem skupiny Prúdy, která v roce 1969 nahrála album Zvoňte, zvonky. Krátce poté založil první art rockovou skupinu v Československu – Collegium Musicum. Repertoár skupiny se skládal převážně z instrumentálních skladeb, některé z nich byly i interpretací témat vážné hudby (Haydn, Bartók, Stravinskij aj.). V roce 1979 Collegium Musicum zaniklo. On sám se poté začal věnovat hudbě, založené na konceptu absolutní improvizace. To znamená, že komponoval a interpretoval hudbu v reálném čase. Současně s tím se věnoval i písňové tvorbě. Společně se zpěvákem Pavolem Hammelem vydali pět hudebních alb. V 90. letech obnovil Collegium Musicum a kapela dále koncertovala.
Marián Varga nebyl zdravotně zcela v pořádku, měl problémy se žaludkem, obstrukční onemocnění plic a nakonec také rakovinu. Zemřel 9. srpna 2017.

## Ocenění
- 13. ledna 2015 mu slovenský prezident Andrej Kiska udělil vyznamenání Pribinův kříž II. třídy za přínos slovenské kultuře v oblasti hudebního umění.[4]
- 24. listopadu 2016 ve Starém divadle Karola Spišáka v Nitře získal Cenu Pavla Strausse.[5]
- 29. ledna 2017 obdržel Křištálové křídlo za rok 2016 za celoživotní dílo.[4]

## Diskografie

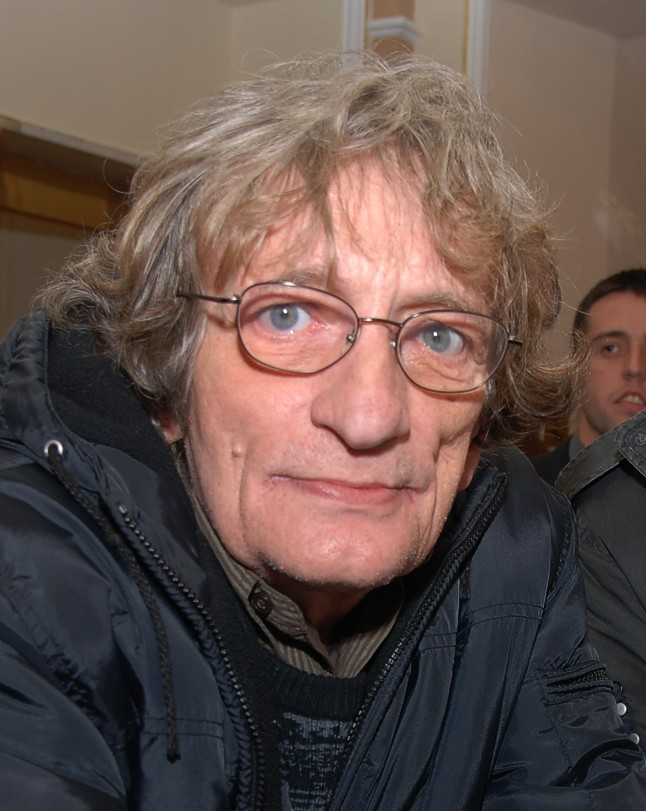
Marián Varga v roce 2010

### Sólová alba
- 1984: Stále tie dni
- 2003: Solo in Concert
- 2006: Marián Varga & Moyzesovo kvarteto
- 2011: Marián Varga + Noneto

### Antologie
- 2006: Hommage à Marián Varga

### Se skupinou Prúdy
- 1969: Zvoňte, zvonky
- 1998: Pokoj vám (nahráno 1969)
- 1999: Pavol Hammel & Prúdy 1999

### Se skupinou Collegium Musicum
- 1970: EP Hommage à J.S.Bach / Ulica plná plášťov do dažďa
- 1971: Collegium Musicum
- 1971: Konvergencie
- 1973: Collegium Musicum Live
- 1975: Marián Varga & Collegium Musicum
- 1977: Continuo
- 1979: On a ona
- 1981: Divergencie
- 1982: Divergences
- 1997: Collegium Musicum '97
- 2010: Speak, Memory

### Kompilace, výběry
- 1973: Hommage à Johann Sebastian Bach (8:00) – nahrávka Amiga (NDR) z roku 1973 – sampler Hallo Nr. 11 (Amiga 8 55 341, 1973)

### S Pavlem Hammelem
- 1972: Zelená pošta
- 1976: Na II. programe sna (s Radimem Hladíkem)
- 1978: Cyrano z predmestia (s Kamilem Peterajem a Jánem Štrasserem)
- 1989: Všetko je inak (s Kamilem Peterajem)
- 1993: Labutie piesne (s Radimem Hladíkem)

### Další skladby
Se Zorou Kolínskou
- 1972: „Stará doba“ (Marián Varga / Kamil Peteraj), Zora Kolínska, Collegium Musicum, B-strana SP „Taká, taká som“ (Opus 90 43 0203, 1972)

S Marií Rottrovou
- 1973: „Piesočný dom“ (Marián Varga / Kamil Peteraj), Marie Rottrová, Collegium Musicum a Festivalový orchestr – nahrávka z veřejného koncertu Bratislavská lyra 1973, A-strana SP „Piesočný dom“ (Opus 90 43 0277, 1973)

S Vladimírem Mertou
- 1992: Cestou k … Stabil – Instabil

S Karlem Krylem a Danielou Bakerovou
- 1992: Dvě půle lunety aneb rebelant o lásce

S Pavlem Fajtem, Václavem Cílkem, Josefem Klíčem a Geertem Waegemanem
- 2009: Souhvězdí Santini